# Mallophora ruficauda
El moscardón cazador de abejas (Mallophora ruficauda) es un díptero braquícero de la familia Asilidae. Los asílidos son una familia muy abundante distribuida en todos los continentes del mundo. Esta especie causa problemas a la apicultura en Argentina.

## Características
Las principales características morfológicas que distinguen a esta especie (que en estado adulto alcanza una longitud de 2,5 a 3 cm.) son las siguientes:
- Cabeza: grande, velluda, de color oscuro, excepto en los costados y parte inferior que aparecen de un tono amarillo pálido. Antenas de color negro en toda su extensión.
- Tórax: de aspecto robusto, más bien ancho, velludo y de color oscuro uniforme.
- Abdomen: bien desarrollado, velludo, de color oscuro con el extremo caudal amarillo pálido.
- Patas: tres pares, de apariencia fuerte, de color negro que en las extremidades se transforma en castaño.
- Alas: un par, fuertes, más estrechas y más largas que el abdomen, de color gris ahumado con reflejos azulados.

## Ciclo biológico
El ciclo biológico se inicia en el adulto con la postura de huevos por la hembra, en Argentina normalmente sobre los hilos de los alambres de púas que rodean a los campos, postes, lugares elevados, pero en cuya base exista un suelo liviano y rico en materia orgánica, donde prospere su huésped. Después de siete días de período embrionario, nacen las larvas que caen al suelo, enterrándose a la espera de un huésped, una larva de gusano blanco, a la cual inmediatamente parasitan fijándose a su cuerpo mediante sus maxilas. 
Las larvas de gusano blanco que parasitan pertenecen a especies de coleópteros de la Familia Scarabaeidae, que en su área de distribución geográfica abarcan de siete a nueve especies. 
Las especies parasitadas son:
- Cyclocephala signaticollis Burmeister (Las especies más parasitadas)(Castelo, M.K.; Corley, J.C. 2004)
- Cyclocephala modesta Burmeister (Las especies más parasitadas)(Castelo, M.K.; Corley, J.C. 2004)
- Cyclocephala pútrida Burmeister (Castelo, M.K.; Corley, J.C. 2004)
- Diloboderus abderus Sturm (Castelo, M.K.; Corley, J.C. 2004)
- Philochloenia bonariensis Bruch (Las especies más parasitadas)(Castelo, M.K.; Corley, J.C. 2004)
- Anomala testaceipennis Blanchard (Castelo, M.K.; Corley, J.C. 2004)
- Archophileurus vervex Burmeister (Castelo, M.K.; Corley, J.C. 2004)
- Bothynus striatellus Fairmaire (no se encontró parasitado)(Castelo, M.K.; Corley, J.C. 2004)
- Heterogeniates bonariensis Ohaus (no se encontró parasitado)(Castelo, M.K.; Corley, J.C. 2004)
- Dyscinetus gagates (citado por otros autores)
- Cyclocepha sp. (citado por otros autores)

En un trabajo realizado (Castelo, M.K.; Corley, J.C. 2004) el grado de parasitosis en gusanos blancos en general fue de 12,33 % en promedio (mínimo 4,65 % y máximo 17,21 %). 
La hembra es fecundada y puede poner huevos a los pocos días; los huevos son blanquecinos, de forma ovalada, en ootecas, las cuales son puestas en vegetación herbácea elevada y alambrados, colocándolos a lo largo del sustrato, están adheridos al sustrato por medio de una sustancia de aspecto espumoso blancuzco, que recubre y los protege de la deshidratación.
El tamaño del huevo es de 0.7 milímetros y la ristra de huevos alcanza el largo de la hembra de Mallophora ruficauda. Seleccionan la altura de oviposición en el sustrato, la cual es 1,25 a 1,50 metros, sobre la vegetación (principalmente sobre Carduus acanthoides) y 1,00 a 1,25 metros sobre los alambrados. Siendo la temporada de oviposición de 80 días. Las ootecas poseen un promedio 328 huevos y el período embrionario es de siete días
El período de puesta se prolonga normalmente desde la segunda quincena de diciembre hasta
fines de febrero (en Argentina), coincidiendo con el período estival de lluvias y mayores temperaturas de verano.
Las larvas son de color crema, de 1 milímetro de largo, cabeza provista de maxilas en forma de gancho, con muchas quetas dorsal y ventralmente. La larva de Mallophora ruficauda es capaz de localizar a su hospedador dentro del suelo usando información química, y la respuesta de orientación esta mediada por claves originadas en el intestino posterior del gusano blanco. Los gusanos blancos son capaces de detectar a los coespecíficos a través de una señal química que sería la misma que la usada por las larvas del moscardón para localizar a sus hospedadores.
El cuerpo consta de diez segmentos o terguitos, presentando el último terguito con cuatro pelos dorsales y cuatro ventrales. La forma del cuerpo como en toda larva es aguzado hacia sus extremos.
Puede que varias larvas de Mallophora ruficauda parasiten simultáneamente a una sola larva de su huésped, el gusano blanco.
Durante el invierno la larva de Mallophora se aletarga junto con la del gusano blanco, en esta época no sufre la metamorfosis. La larva de gusano blanco llegada la primavera se entierra profundo en el suelo para transformarse en pupa. En ese momento las larvas de Mallophora comienzan a alimentarse de ella aprovechando el estado de inmovilidad que tiene el estado pupal. En 60 días aproximadamente las larvas de Mallophora alcanzan el estado de pupa y a mediados de diciembre comienzan a emerger de la superficie del suelo los adultos del moscardón, capaces de volar a las dos horas.

## Daños a las colmenas
Son muy veloces en vuelo, con gran agudeza visual, como todos los asílidos. Esto les permite atrapar en vuelo a otros insectos, incluidas las abejas. En lugares donde hay colmenares el moscardón atrapa obreras pecoreadoras en virtud que los patrones de canal de vuelo les facilita la caza. El moscardón puede observarse merodeando las colmenas, y el daño producido no sería importante en cuanto al número de abejas que atrapan, sino que se reduce notablemente la actividad de las colmenas.
El moscardón cae velozmente sobre la abeja en vuelo, sujetándola entre sus pares de patas anteriores, introduciendo su estilete, oculto dentro de su trompa el cual clava
profundamente en el dorso. Cuando la abeja está muerta la traslada a un lugar donde se posa y le succiona toda la hemolinfa.